# Koernaria lepida
Koernaria lepida är en rundmaskart. Koernaria lepida ingår i släktet Koernaria och familjen Diplogasteridae. Inga underarter finns listade i Catalogue of Life.